# Commission scolaire de la Capitale
 (septembre 2020).
Pour les raisons suivantes :
- Les commissions scolaires québécoises étaient une forme de gouvernement local composé de commissaires élus et disposant de pouvoirs de taxation. Leur admissibilité dans Wikipédia est bien établie.
- Par contre, les centres de service scolaires sont plutôt des centres administratifs relevant du ministère de l'Éducation. Leur mode de gestion et leurs pouvoirs sont différents de ceux des commissions scolaires. Leur admissibilité selon les critères de Wikipédia n'a pas encore été démontrée.
- Vu leur nature différente, les éventuels articles sur les centres de services scolaires devraient être distincts de ceux des commissions scolaires, et non des renommages de ceux-ci.
- Les contributeurs sont invités à discuter de ce sujet sur Discussion Projet:Québec.

La Commission scolaire de la Capitale est une ancienne commission scolaire québécoise administrant l'enseignement public en français sur un territoire comprenant une partie de la ville de Québec et certaines municipalités environnantes.
Constituée le 1er juillet 1998 dans le cadre de la transformation des commissions scolaires confessionnelles en commissions scolaires linguistiques, elle succède en majeure partie à quatre commissions scolaires, soit la Commission des écoles catholiques de Québec et les commissions scolaires de Charlesbourg, des Belles-Rivières et Jeune-Lorette. 
Au moment de sa création, son territoire est le suivant :
- dans la Communauté urbaine de Québec, les municipalités de Québec, Loretteville, Val-Bélair et Saint-Émile
- dans la MRC de la Jacques-Cartier, les municipalités de Sainte-Catherine-de-la-Jacques-Cartier, Fossambault-sur-le-Lac, Lac-Saint-Joseph, Shannon et Saint-Gabriel-de-Valcartier[2].

Avec le processus de regroupement de plusieurs municipalités de 2002, le territoire de la commission scolaire, sans avoir changé, est désormais défini comme suit :
- dans la ville de Québec, les arrondissements de La Cité, Limoilou (regroupés en 2009 sous le nom de La Cité-Limoilou), les Rivières et la Haute-Saint-Charles (à l'exception de la municipalité de Lac-Saint-Charles)
- dans la MRC de la Jacques-Cartier, les municipalités de Sainte-Catherine-de-la-Jacques-Cartier, Fossambault-sur-le-Lac, Lac-Saint-Joseph, Shannon et Saint-Gabriel-de-Valcartier.

Elle est abolie le 15 juin 2020, et remplacée par le Centre de services scolaire de la Capitale. Son territoire demeure inchangé.

## Présidents de la Commission des écoles catholiques de Québec (CECQ) et de la Commission scolaire de la capitale (CSQ)
- 1958-1971 : Wilbrod Bherer
- 1972-1975 : Louis Baillargeon
- 1977-1982 : André Forgues